# アントニオ・ラング
アントニオ・モーリス・ラング（Antonio Maurice Lang、1972年5月15日 - ）は、アメリカ合衆国・サウスカロライナ州出身のバスケットボール選手・コーチ。元三菱電機ダイヤモンドドルフィンズヘッドコーチ。NBA、アトランタ・ホークスのアシスタントコーチ。現役時代のポジションはスモール・フォワード。

## 来歴・人物
デューク大学卒業後、NBAドラフト全体29位でフェニックス・サンズに指名され入団。NBAでは4球団に所属して6年プレー。143試合に出場し、329得点、210リバウンド、50アシスト
その後はCBA、フィリピンプロバスケットボールを経て、2001年に三菱電機入団。
2006-07シーズンにチームを準優勝に導き、シーズン後現役引退とともにアシスタントコーチに転じる。
2010年、藤田将弘の辞任に伴い、ヘッドコーチに昇格。
2014年6月、NBAのユタ・ジャズのアシスタントコーチとして雇われた。
2019年6月19日、クリーブランド・キャバリアーズのアシスタントコーチに就任した。
2023年5月13日、ユタ・ジャズでアシスタントコーチを務めていた頃のヘッドコーチであるクイン・スナイダーが率いるアトランタ・ホークスのアシスタントコーチに就任した。

## 経歴
- フェニックス・サンズ - クリーブランド・キャバリアーズ - マイアミ・ヒート - クリーブランド・キャバリアーズ - フィラデルフィア・セブンティシクサーズ - バタング・レッドブル・サンダーズ（PBA） - 三菱電機

## 脚註
1. ↑  “Antonio Maurice Lang”.   datbaseBasketball.com. 2012年11月10日閲覧。
2. ↑  http://blog.al.com/press-register-sports/2010/07/antonio_lang_becomes_head_coac.html
3. ↑  https://www.japantimes.co.jp/sports/2014/06/26/basketball/lang-joins-jazz-as-assistant-coach/
4. ↑  https://www.nba.com/cavaliers/releases/lang-assistant-coach-190619
5. ↑  https://www.nba.com/hawks/news/atlanta-hawks-announce-coaching-staff